# National Women's Soccer League 2016
La National Women's Soccer League 2016 è stata la quarta edizione della massima serie del campionato statunitense di calcio femminile. La stagione è iniziata il 17 aprile 2016 e si è conclusa il 9 ottobre 2016, nessuna partita è stata disputata nel mese di agosto per evitare sovrapposizione coi Giochi della XXXI Olimpiade, ed è stata evitata sovrapposizione con partite ufficiali della FIFA per nazionali. Il campionato è stato vinto dal Western New York Flash per la prima volta, avendo battuto nella finale dei play-off il Washington Spirit. L'NWSL Shield è stato vinto dal Portland Thorns.

## Stagione

### Novità
Il numero di squadre partecipanti è aumentato a 10, con l'arrivo dell'Orlando Pride, squadra legata all'Orlando City Soccer Club, franchigia della Major League Soccer.

### Formula
- Ogni squadra giocava un totale di 20 partite, 10 in casa e 10 in trasferta;
- Ogni squadra giocava 2 volte contro un'altra squadra, selezionata per vicinanza geografica, una in casa e una in trasferta.
- Le quattro squadre meglio classificate disputeranno un play-off a partita secca per determinare il vincitore del campionato.

## Squadre partecipanti
| Club              | Città       | Stadio                        | Stagione precedente |
| ----------------- | ----------- | ----------------------------- | ------------------- |
| Boston Breakers   | Boston      | Soldiers Field Soccer Stadium | 9º posto            |
| Chicago Red Stars | Chicago     | Toyota Park                   | 2º posto            |
| Houston Dash      | Houston     | BBVA Compass Stadium          | 5º posto            |
| FC Kansas City    | Kansas City | Swope Soccer Village          | 3º posto e campione |
| Orlando Pride     | Orlando     | Camping World Stadium         | -                   |
| Portland Thorns   | Portland    | Providence Park               | 6º posto            |
| Seattle Reign     | Seattle     | Memorial Stadium              | 1º posto            |
| Sky Blue          | Piscataway  | Yurcak Field                  | 8º posto            |
| Washington Spirit | Germantown  | Maryland SoccerPlex           | 4º posto            |
| Western NY Flash  | Rochester   | Rochester Rhinos Stadium      | 7º posto            |

## Stagione regolare

### Classifica finale
| Pos. | Squadra           | Pt | G  | V  | N | P  | GF | GS | DR  |
| ---- | ----------------- | -- | -- | -- | - | -- | -- | -- | --- |
| 1.   | Portland Thorns   | 41 | 20 | 12 | 5 | 3  | 35 | 19 | +16 |
| 2.   | Washington Spirit | 39 | 20 | 12 | 3 | 5  | 30 | 21 | +11 |
| 3.   | Chicago Red Stars | 33 | 20 | 9  | 6 | 5  | 24 | 20 | +4  |
| 4.   | Western NY Flash  | 32 | 20 | 9  | 5 | 6  | 40 | 26 | +14 |
| 5.   | Seattle Reign     | 30 | 20 | 8  | 6 | 6  | 29 | 21 | +8  |
| 6.   | FC Kansas City    | 26 | 20 | 7  | 5 | 8  | 18 | 20 | -2  |
| 7.   | Sky Blue          | 26 | 20 | 7  | 5 | 8  | 24 | 30 | -6  |
| 8.   | Houston Dash      | 22 | 20 | 6  | 4 | 10 | 29 | 29 | 0   |
| 9.   | Orlando Pride     | 19 | 20 | 6  | 1 | 13 | 20 | 30 | -10 |
| 10.  | Boston Breakers   | 11 | 20 | 3  | 2 | 15 | 14 | 47 | -33 |

Legenda:
      Vince la NWSL Shield e ammessa ai play-off
      Ammessa ai play-off
Note:
Tre punti a vittoria, uno a pareggio, zero a sconfitta.
La classifica viene stilata secondo i seguenti criteri:
1. Scontri diretti;
2. Miglior differenza reti nell'arco della stagione;
3. Maggior numero di reti segnate;
4. Verifica dei primi tre criteri riguardo alle gare in trasferta;
5. Verifica dei primi tre criteri riguardo alle gare in casa;
6. Lancio della moneta.

Se tre o più squadre rimangono in parità, si tiene conto delle seguenti regole fino a quando rimarranno solamente due squadre, classificabili come indicato nei criteri sopra:
1. Classifica avulsa;
2. Miglior differenza reti stagionale.

### Risultati
|                        | Bos     | Chi  | Hou     | KaC     | Orl     | Por     | Sea     | Sky     | Was     | WNY     |
| ---------------------- | ------- | ---- | ------- | ------- | ------- | ------- | ------- | ------- | ------- | ------- |
| Boston Breakers        | ––––    | 0-1  | 1-3     | 1-0     | 1-0     | 0-1     | 0-3     | 2-3     | 1-1     | 2-2 0-4 |
| Chicago Red Stars      | 3-0     | –––– | 1-1     | 1-0 2-3 | 1-0     | 1-1     | 2-2     | 1-1     | 3-1     | 1-0     |
| Houston Dash           | 4-1     | 3-1  | ––––    | 0-1     | 0-1 4-2 | 3-0     | 2-3     | 0-0     | 1-2     | 3-3     |
| Kansas City            | 0-2     | 0-0  | 1-2     | ––––    | 2-0     | 1-1     | 0-0     | 2-1     | 2-3     | 0-1     |
| Orlando Pride          | 2-1     | 0-1  | 3-1 1-0 | 1-2     | ––––    | 1-2     | 2-0     | 1-2     | 1-2     | 1-0     |
| Portland Thorns        | 5-1     | 2-0  | 3-0     | 1-2     | 2-1     | ––––    | 0-0 1-0 | 2-1     | 4-1     | 3-2     |
| Seattle Reign          | 2-0     | 1-2  | 1-0     | 1-0     | 5-2     | 1-1 3-1 | ––––    | 1-2     | 2-0     | 1-1     |
| Sky Blue               | 1-0     | 1-3  | 1-0     | 1-1     | 1-1     | 1-3     | 0-0     | ––––    | 1-2 1-0 | 1-2     |
| Washington Spirit      | 1-0     | 2-0  | 1-0     | 2-0     | 2-0     | 0-0     | 2-1     | 1-2 3-1 | ––––    | 1-1     |
| Western New York Flash | 4-0 7-1 | 2-0  | 2-2     | 0-1     | 1-0     | 0-2     | 3-2     | 5-2     | 0-3     | ––––    |

## NWSL play-off
Le migliori 4 squadre al termine della stagione si sfidano in un play-off per determinare la squadra campione.
|  | Semifinali | Semifinali              | Semifinali        |                   |                        | Finale                 | Finale | Finale |  |
|  |            |                         |                   |                   |                        |                        |        |        |  |
|  | 1          | Portland Thorns         | 3                 |                   |                        |                        |        |        |  |
|  | 1          | Portland Thorns         | 3                 |                   |                        |                        |        |        |  |
|  | 4          | Western NY Flash (dts)  | 4                 |                   |                        |                        |        |        |  |
|  | 4          | Western NY Flash (dts)  | 4                 |                   | Western NY Flash (dtr) | Western NY Flash (dtr) | 2 (3)  |        |  |
|  |            |                         |                   |                   | Western NY Flash (dtr) | Western NY Flash (dtr) | 2 (3)  |        |  |
|  |            |                         | Washington Spirit | Washington Spirit | 2 (2)                  |                        |        |        |  |
|  | 2          | Washington Spirit (dts) | Washington Spirit | Washington Spirit | 2 (2)                  | 2                      |        |        |  |
|  | 2          | Washington Spirit (dts) |                   |                   |                        |                        |        |        |  |
|  | 3          | Chicago Red Stars       | 1                 |                   |                        |                        |        |        |  |

### Semifinali
| Arbitro: | Danielle Chesky |

|                         |           |           |
| Krieger 36’ Ordega 111’ | Marcatori | 81’ Press |

| Arbitro: | Marco Vega |

|                                       |           |                                         |
| Sinclair 39’ Sonnett 78’ Horan 105+1’ | Marcatori | 16’ Mewis 38’ Doniak 98’, 104’ Williams |

### Finale
| Arbitro: | Matthew Franz |

|                                       |                      |                                           |
| Dunn 9’, 91’                          | Marcatori            | 14’ Mewis 120+4’ Williams                 |
| Krieger Nairn Stengel Huster Matheson | Tiri di rigore 2 – 3 | Dahlkemper Hinkle McDonald Williams Mewis |

## Statistiche

### Squadre

#### Classifica in divenire
|                        | 1ª | 2ª | 3ª | 4ª | 5ª | 6ª | 7ª | 8ª | 9ª | 10ª | 11ª | 12ª | 13ª | 14ª | 15ª | 16ª | 17ª | 18ª | 19ª | 20ª |
|                        |    |    |    |    |    |    |    |    |    |     |     |     |     |     |     |     |     |     |     |     |
| ---------------------- | -- | -- | -- | -- | -- | -- | -- | -- | -- | --- | --- | --- | --- | --- | --- | --- | --- | --- | --- | --- |
| Boston Breakers        | 0  | 0  | 0  | 0  | 0  | 3  | 3  | 4  | 4  | 4   | 4   | 4   | 4   | 7   | 10  | 10  | 10  | 11  | 11  | 11  |
| Chicago Red Stars      | 0  | 3  | 6  | 9  | 10 | 13 | 14 | 15 | 18 | 18  | 18  | 18  | 21  | 22  | 25  | 28  | 29  | 29  | 30  | 33  |
| Houston Dash           | 3  | 3  | 4  | 7  | 7  | 7  | 7  | 7  | 7  | 7   | 10  | 11  | 12  | 12  | 13  | 16  | 19  | 19  | 22  | 22  |
| Kansas City            | 0  | 1  | 1  | 1  | 2  | 2  | 5  | 6  | 9  | 10  | 10  | 13  | 13  | 16  | 16  | 16  | 19  | 22  | 23  | 26  |
| Orlando Pride          | 0  | 3  | 3  | 6  | 9  | 12 | 12 | 12 | 12 | 15  | 15  | 18  | 18  | 18  | 18  | 18  | 18  | 19  | 19  | 19  |
| Portland Thorns        | 3  | 4  | 7  | 8  | 9  | 12 | 13 | 14 | 17 | 20  | 23  | 26  | 26  | 26  | 29  | 29  | 32  | 35  | 38  | 41  |
| Seattle Reign          | 0  | 3  | 6  | 6  | 7  | 7  | 8  | 11 | 12 | 13  | 16  | 16  | 17  | 20  | 20  | 23  | 24  | 24  | 27  | 30  |
| Sky Blue               | 3  | 3  | 4  | 4  | 7  | 7  | 8  | 9  | 10 | 13  | 13  | 16  | 19  | 22  | 22  | 22  | 22  | 23  | 26  | 26  |
| Washington Spirit      | 3  | 6  | 9  | 10 | 13 | 13 | 14 | 17 | 17 | 20  | 23  | 26  | 26  | 29  | 32  | 35  | 36  | 39  | 39  | 39  |
| Western New York Flash | 3  | 3  | 3  | 6  | 6  | 9  | 12 | 15 | 15 | 18  | 21  | 24  | 25  | 25  | 26  | 27  | 28  | 29  | 29  | 32  |

### Individuali

#### Classifica marcatrici
| Gol |  |  | Giocatore          | Squadra                |
| --- |  |  | ------------------ | ---------------------- |
| 11  |  |  | Kealia Ohai        | Houston Dash           |
| 11  |  |  | Lynn Williams      | Western New York Flash |
| 10  |  |  | Jessica McDonald   | Western New York Flash |
| 9   |  |  | Nadia Nadim        | Portland Thorns        |
| 8   |  |  | Shea Groom         | Kansas City            |
| 8   |  |  | Christen Press     | Chicago Red Stars      |
| 7   |  |  | Sofia Huerta       | Chicago Red Stars      |
| 7   |  |  | Manon Melis        | Seattle Reign          |
| 6   |  |  | Kristen Edmonds    | Orlando Pride          |
| 6   |  |  | Kim Little         | Seattle Reign          |
| 6   |  |  | Allie Long         | Portland Thorns        |
| 6   |  |  | Christine Sinclair | Portland Thorns        |